# Johann-Friedrich Wessels
Johann-Friedrich Wessels (28 de maig de 1904 – 9 de febrer de 1988) va ser un cap enginyer alemany a un U-boat durant la Segona Guerra Mundial condecorat amb la Creu de Cavaller de la Creu de Ferro.
Wessels va ser cap enginyer a bord del submarí U-47 durant 4 patrulles de guerra, incloent la infiltració de Günther Prien a Scapa Flow i l'enfonsament del HMS Royal Oak. A continuació va ser traslladat al U-47 capitanejat per Werner Hartmann, amb qui va anar a una patrulla que s'estengué durant 199 dies. El seu darrer destí va ser a bord del U-870 de Ernst Hechler.

## Condecoracions
Creu dels 12 anys de Servei – 2 d'octubre de 1936
 Creu de Ferro 1939 de 2a Classe - 25 de setembre de 1939
 Creu de Ferro 1939 de 1a Classe - 17 d'octubre de 1939
 Creu de Cavaller de la Creu de Ferro – 9 de març de 1944 com a Kapitänleutnant (Ing.) i cap enginyer del U-198
Insígnia de Guerra dels Submarins – 19 de desembre de 1939
Passador de Combat de Submarins de bronze – 4 d'octubre de 1944